# غير بيدرسون
غير بيدرسون (بالإنجليزية: Geir Otto Pedersen) هو دبلوماسي نرويجي من مواليد 28 أيلول / سبتمبر 1955. بدأ العمل في الخارجية النرويجية ‏ عام 1985، وفي عام 1997 تسلم منصب استشاري ضمن سفارة النرويج في إسرائيل. بدأ العمل في الأمم المتحدة عام 2003 حيث عمل خلالها كمنسق خاص إلى لبنان خلال العامي 2007 و2008 ثم عاد إلى الخارجية النرويجية حيث عمل كمندوب دائم للنرويج في الأمم المتحدة خلال الفترة 2012 حتى 2017 ثم سفير النرويج إلى الصين من 2017 حتى 2018. في نهاية العام 2018، تسلَّم منصب المبعوث الخاص للأمم المتحدة إلى سوريا خلفاً للإيطالي السويدي ستافان دي ميستورا

## روابط خارجية
- صفحة غير بيدرسون على موقع أخبار الأمم المتحدة